# Aleksandrowka (rejon bracki)
Aleksandrowka (ros. Александровка) – wieś (sieło) w Rosji, w obwodzie irkuckim, w rejonie brackim. W 2010 liczyła 594 mieszkańców.